# Malzéville
 Malzéville  es una población y comuna francesa, en la región de Lorena, departamento de Meurthe y Mosela, en el distrito de Nancy y cantón de Malzéville.

## Demografía
| 7412 | 8725 | 8432 | 8325 | 8090 | 7712 |
| Para los censos de 1962 a 1999 la población legal corresponde a la población sin duplicidades (Fuente: INSEE [Consultar]) |      |      |      |      |      |